# Eremobelba truncata
Eremobelba truncata är en kvalsterart som beskrevs av Wen 1996. Eremobelba truncata ingår i släktet Eremobelba och familjen Eremobelbidae. Inga underarter finns listade i Catalogue of Life.